# Ola Rudner
Ola Rudner (* 11. Dezember 1953 in Gislaved) ist ein schwedischer Violinist und Dirigent.

## Leben und Werk
Ola Rudner begann seine musikalische Karriere als Violinist. Er gewann 1977 den sechsten Preis beim Paganini-Wettbewerb in Genua. Er wirkte als Konzertmeister mehrerer Orchester, unter anderem der Camerata Salzburg, der Volksoper Wien und der Wiener Symphoniker. Als Assistent von Sándor Végh wechselte er in die Domäne des Dirigierens. 1995 gründete er die Philharmonia Wien. Von 2001 bis 2003 wirkte er als Chefdirigent des Tasmanian Symphony Orchestra und von 2003 bis 2007 als Chefdirigent des Haydn-Orchesters in Bozen. Von 2008 bis 2016 wirkte er als Chefdirigent der Württembergischen Philharmonie Reutlingen. Als begeisterter Operndirigent dirigierte Rudner regelmäßig an der Wiener Volksoper. Er wirkte als Gastdirigent an zahlreichen Opernhäusern Australiens, Schwedens, Österreichs und Italiens.
Ola Ruder spielte bei den Labeln Harmonia Mundi, Amadeus, BIS, Camerata Tokyo und dem australischen Label ABC Classics mehrere Tonträger ein. Mit dem Tasmanischen Symphonie Orchester spielte er Ouvertüren Rossinis sowie Werke zeitgenössischer australischer Komponisten wie Carl Vine, Elena Kats-Chernin und Brenton Broadstock ein. Mit den Sängern Sara Macliver und Teddy Tahu Rhodes spielte er Arien von Joseph Haydn und Wolfgang Amadeus Mozart ein. Mit der Württembergischen Philharmonie spielte er unter anderem Orchesterwerke von Eduard Franck (auf Audite), Romantische Ouvertüren, Mendelssohn’s dritte bis fünfte Symphonie und Sommernachtstraum für das Label ARS Produktion ein.
Ola Rudner hat ein großes Repertoire an Werken von Johann Sebastian Bach bis zu zeitgenössischen Komponisten wie Ferran Cruixent oder seinem schwedischen Landsmann Rolf Martinsson. Martinssons Komposition Openings wurde für Rudner und sein Orchester geschrieben. Ein Schwerpunkt von Rudner liegt auf dem klassischen Repertoire mit Werken von Joseph Haydn, Wolfgang Amadeus Mozart, Franz Schubert und Ludwig van Beethoven bis zu Johannes Brahms und Anton Bruckner.
In Australien wurde Ola Rudner für seine musikalischen Leistungen mit der Centenary Medal ausgezeichnet. In Österreich erhielt er das „Silberne Verdienstzeichen“.

## Diskografie
- Siegfried Matthus: Ariadne – Dithyrambos für Bariton und Orchester, Manhattan Concerto, Arie des Holofernes „Eins möchte ich wissen“ aus Judith, Nächtliche Szene im Park. Mit Aris Argiris, Württembergische Philharmonie Reutlingen. Auf Beloved Dionysos (Genuin, 2009)